# Portes de Clifford
En la computació quàntica i la teoria de la informació quàntica, les portes de Clifford són els elements del grup de Clifford, un conjunt de transformacions matemàtiques que normalitzen el grup de Pauli n-qubit, és a dir, mapegen els productes tensorials de les matrius de Pauli als productes tensorials de les matrius de Pauli mitjançant la conjugació. La noció va ser introduïda per Daniel Gottesman i porta el nom del matemàtic William Kingdon Clifford. Els circuits quàntics que consisteixen només en portes de Clifford es poden simular de manera eficient amb un ordinador clàssic gràcies al teorema de Gottesman–Knill.
El grup Clifford està generat per tres portes: Hadamard, la porta de fase S i CNOT. Aquest conjunt de portes és mínim en el sentit que descartar qualsevol porta resulta en la incapacitat d'implementar algunes operacions de Clifford; eliminar la porta Hadamard no permet poders de {\displaystyle {1}/{\sqrt {2}}} en la representació matricial unitària, l'eliminació de la porta de fase S no permet {\displaystyle i} a la matriu unitària, i l'eliminació de la porta CNOT redueix el conjunt d'operacions implementables de {\displaystyle \mathbf {C} _{n}} a {\displaystyle \mathbf {C} _{1}^{n}}. Com que totes les matrius de Pauli es poden construir a partir de les portes de fase i Hadamard, cada porta de Pauli també és trivialment un element del grup de Clifford.
El {\displaystyle Y} gate és igual al producte de {\displaystyle X} i {\displaystyle Z} portes. Per demostrar que una unitat {\displaystyle U} és membre del grup Clifford, n'hi ha prou de demostrar-ho per a tots {\displaystyle P\in \mathbf {P} _{n}} que consisteixen només en els productes tensorials de {\displaystyle X} i {\displaystyle Z}, tenim {\displaystyle UPU^{\dagger }\in \mathbf {P} _{n}}.

## Portes generadores comunes

### Porta Hadamard
La porta Hadamard
{\displaystyle H={\frac {1}{\sqrt {2}}}{\begin{bmatrix}1&1\\1&-1\end{bmatrix}}}
és membre del grup Clifford as No s'ha pogut entendre (MathML amb SVG o PNG alternatiu (recomanat per a navegadors moderns i eines d'accessibilitat): Resposta invàlida («Math extension cannot connect to Restbase.») del servidor «http://localhost:6011/ca.wikipedia.org/v1/»:): {\displaystyle  HXH^\dagger = Z}
 i {\displaystyle HZH^{\dagger }=X}.

### PortaS
La porta de la fase
{\displaystyle S={\begin{bmatrix}1&0\\0&e^{i{\frac {\pi }{2}}}\end{bmatrix}}={\begin{bmatrix}1&0\\0&i\end{bmatrix}}={\sqrt {Z}}}
és una porta de Clifford com {\displaystyle SXS^{\dagger }=Y} i {\displaystyle SZS^{\dagger }=Z}.

### Porta CNOT
La porta CNOT s'aplica a dos qubits. És una porta NOT controlada (C), on una porta NOT es realitza al qubit 2 si i només si el qubit 1 està en l'estat 1.
{\displaystyle \mathrm {CNOT} ={\begin{bmatrix}1&0&0&0\\0&1&0&0\\0&0&0&1\\0&0&1&0\end{bmatrix}}.}
Entre {\displaystyle X} i {\displaystyle Z} hi ha quatre opcions:
Combinacions CNOT
| {\displaystyle P}          | CNOT {\displaystyle P} CNOT {\displaystyle ^{\dagger }} |
| -------------------------- | ------------------------------------------------------- |
| {\displaystyle X\otimes I} | {\displaystyle X\otimes X}                              |
| {\displaystyle I\otimes X} | {\displaystyle I\otimes X}                              |
| {\displaystyle Z\otimes I} | {\displaystyle Z\otimes I}                              |
| {\displaystyle I\otimes Z} | {\displaystyle Z\otimes Z}                              |